# Walter Spohr
Walter Spohr (* 5. März 1948) ist ein ehemaliger deutscher Fußballspieler und -trainer. Von 1970 bis 1981 spielte er für die SV Röchling Völklingen als Mittelfeldspieler.

## Leben
Seine sportliche Karriere begann Walter Spohr 1966 beim FC 08 Homburg. Im Jahr 1967 wechselte er in die Landesliga zum SC Friedrichsthal und im folgenden Jahr zu Saar 05 Saarbrücken, der zu dieser Zeit in der Regionalliga Südwest spielte, die damals die 2. Liga war. Im Sommer 1970 wechselte der Stürmer zur SV Röchling Völklingen, verpasste zwei Mal in der Aufstiegsrunde den Aufstieg in die Bundesliga und spielte mit dem Klub vier Jahre in der 2. Bundesliga. Im Jahr 1981 beendete er seine Karriere dort.
Im Jahr 1990 wurde er Trainer beim SV Mettlach, wo er bis Dezember 1995 tätig war. Im Januar 1996 wurde er Trainer beim SV Röchling und blieb bis zum Sommer 2000. Den Verein führte er in der Saison 1997/98 zur Landesliga-Südwest-Meisterschaft.